# Anna z Gloucesteru
Anna z Gloucesteru (30. dubna 1383 – 16. října 1438, Gloucester) byla hraběnka ze Staffordu.

## Život
Narodila se jako starší dcera Tomáše z Woodstocku a Eleonory, dcery Humphreyho z Bohunu. Poprvé byla provdána roku 1390 za Tomáše Stafforda. Manželství nebylo vzhledem k jejímu věku naplněno a po manželově skonu roku 1392 se provdala za jeho mladšího bratra Edmunda. Roku 1403 znovu ovdověla, o dva roky později si vzala za manžela Viléma Bourchiera. Potřetí ovdověla roku 1420, přežila Viléma o celých 18 let a byla pohřbena po jeho boku v klášteře Llanthony.